# Júnior Brasília
José Francisco Solano Júnior, meglio noto come Júnior Brasília (Alvinópolis, 10 aprile 1958), è un ex calciatore brasiliano, di ruolo attaccante.

## Carriera
Nonostante abbia giocato sempre in patria, nel 1977 si fa notare nel Mondiale Under-20 del 1977 svoltosi in Tunisia, durante il quale gioca 5 incontri partendo sempre da titolare e siglando una rete.

## Palmarès

### Club

#### Competizioni statali
- Campionato Carioca: 1

Flamengo: 1978